# Ињско
Ињско (пољ. Ińsko) је град у Пољској у Војводству Западно Поморје у Повјату старгардском. Према попису становништва из 2011. у граду је живело 2.062 становника.

## Становништво
Према прелиминарним подацима са пописа, у граду је 2011. живело 2.062 становника.
| 2002. | 2011. | 2012. |
| ----- | ----- | ----- |
| 2.066 | 2.062 | 2.066 |